# Tadeusz Styczyński (duchowny)
Tadeusz Styczyński (ur. 13 kwietnia 1870 w Śremie, zm. 6 lutego 1942 w Dachau) – polski ksiądz rzymskokatolicki, poseł na Sejm Ustawodawczy oraz Sejm I kadencji w II RP z ramienia Związku Ludowo-Narodowego.

## Życiorys
Był bratem Wincentego. Seminarium duchowne kończył w Poznaniu i Gnieźnie uzyskując święcenia kapłańskie w 1894 roku. Od 1900 roku był proboszczem parafii św. Michała Archanioła w Wytomyślu. W latach 1913–1925 pełnił funkcję proboszcza w Grodzisku Wielkopolskim. W latach 1908–1918 był posłem do Sejmu Pruskiego oraz sekretarzem Koła Polskiego w Berlinie. W latach 1919–1922 był posłem na Sejm Ustawodawczy. Należał do członków Komisji Ochrony Pracy oraz Komisji Spółdzielczej. Pełnił także funkcję prezesa Rady Miejskiej w Grodzisku. Prezes Towarzystwa Robotniczego, Samopomocy Żeńskiej oraz Kółka Rolniczego, założyciel Towarzystwa Narodowo Demokratycznego w Grodzisku.
W Sejmie Rzeczypospolitej Polskiej I kadencji był członkiem klubu Związku Ludowo-Narodowego.
W 1925 mianowany został infułatem w Kościele Metropolitarnym w Gnieźnie, a od 1933 był radcą Kurii.
Zginął w obozie KL Dachau.